# L'ami Y'a bon
Pour les articles homonymes, voir L'Ami y'a bon (film).
Cet article possède des paronymes, voir Yabon, Yabon Paname et Y'a bon Awards.

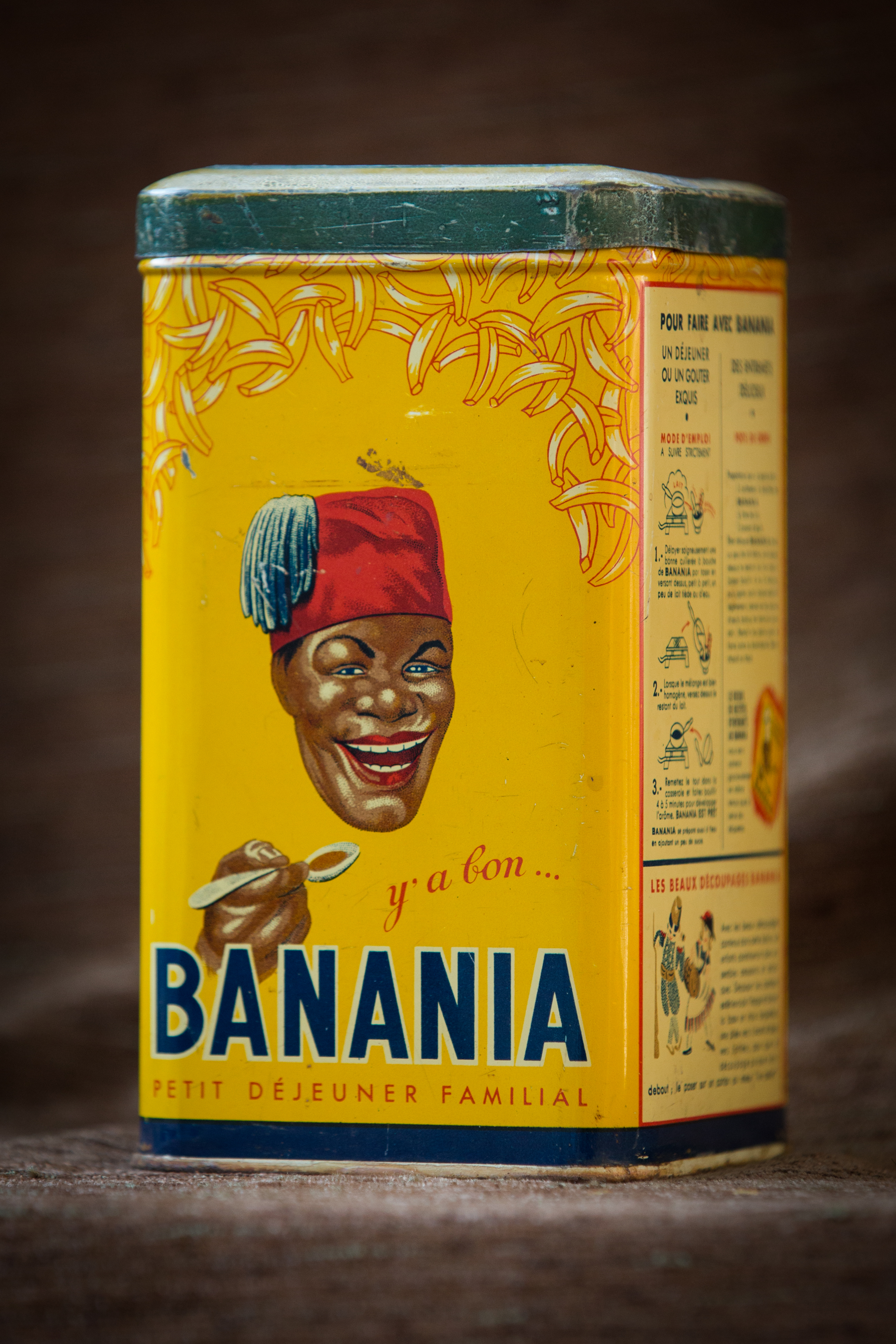
Dessin de Georges Élisabeth sur la boîte de Banania à partir de 1936.

L'ami Y'a bon est un personnage publicitaire de la marque de chocolat en poudre Banania, dessiné la première fois en 1915 par l'affichiste Giacomo de Andreis. 

## Historique

### XXesiècle
Pierre Lardet, le fondateur de la marque Banania, tire profit du premier conflit mondial en décidant d'associer sa boisson à l'effort de guerre. Il envoie sur le front quatorze wagons remplis de poudre de Banania distribuée aux poilus dans les tranchées. Une légende veut qu'un tirailleur sénégalais blessé au front fut rapatrié à l'arrière et employé à la fabrication de la poudre Banania dans l'usine de Courbevoie. C'est en la goûtant qu'il se serait exclamé, la gamelle et la cuillère à la main, « Y'a bon ».

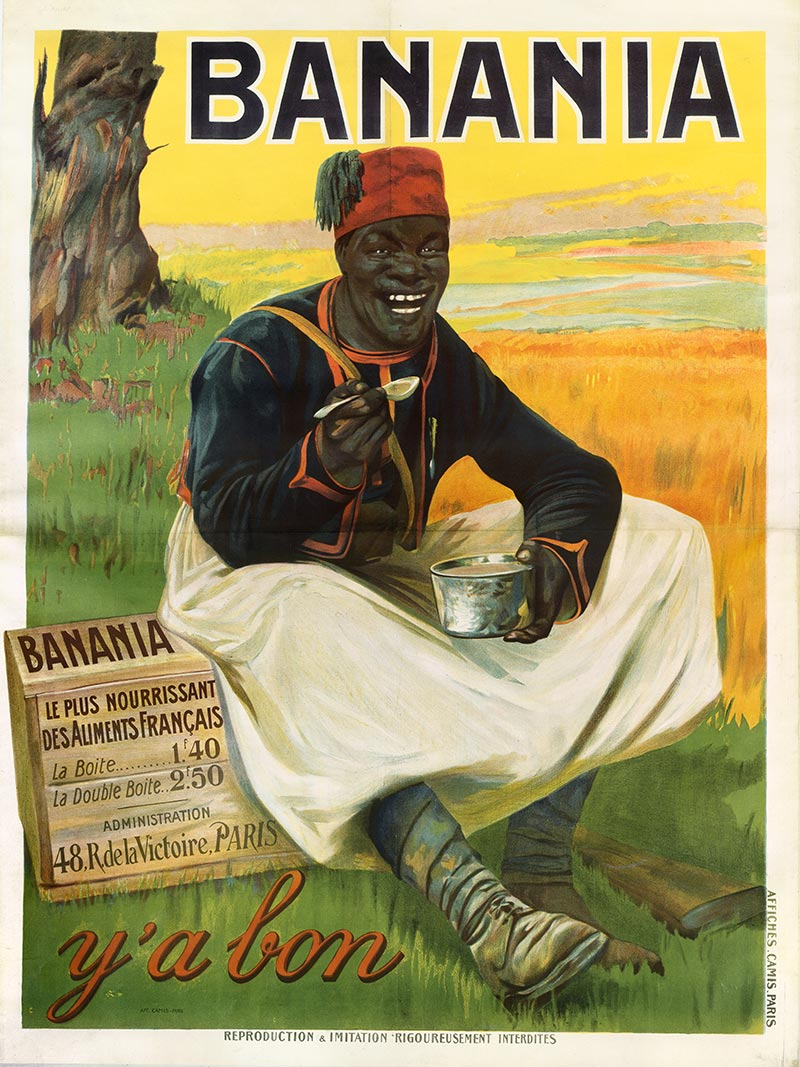
L'ami Y'a bon sur l'affiche publicitaire de la marque Banania, dessiné en 1915 par Giacomo de Andreis.

En 1915, le peintre franco-italien Giacomo de Andreis (1885-1952) représente sur l'affiche publicitaire au ciel couleur de banane, un tirailleur sénégalais hilare (avec la chéchia rouge prolongé d'un pompon bleu et la culotte bouffante de zouave) dégustant un bol de chocolat Banania avec une cuillère, commenté par « Y'a bon » (« c'est bon » en français tirailleur). 
Giacomo de Andreis s'inspire de la propagande de la campagne du Maroc de 1908 à 1913 qui met en scène, sur des cartes postales, des Noirs souriants avec les slogans « Y'a bon capitaine », « Y'a bon pinard », « Y'a bon cuisine » : d'autres se servent de cette interjection pour qualifier le soldat noir. C'est le cas, par exemple, pour l'hebdomadaire Le Miroir qui titre sur sa une, le 13 juillet 1913 « Y a bon » [sic], sous la photographie d'un tirailleur sénégalais cadré en buste. Le visuel d'Andreis reprend aussi les stéréotypes raciaux utilisés par la publicité depuis les années 1890 : l’uniforme exotique et presque d’opérette qui a pourtant déjà été abandonné au combat ; le contraste outré entre la peau noire et le blanc des dents exhibées par le rire, ou des yeux écarquillés ; la mimique et la gestuelle comme modes d’expression, faute de mots en français ; enfin, l’insouciance d’un soldat auquel une boisson lactée fait oublier la guerre.
À partir des années 1930, Banania lance des produits dérivés représentant l'ami Y'a bon sous de multiples gadgets en présentoir, en anse d'emballage, en découpage.
Au fil des années, l'ami Y'a bon passe d'une représentation « réaliste » à un dessin simplifié plus « cartoon » sous le pinceau de l'affichiste Hervé Morvan, réduit à sa tête et sa main tenant une cuillère, mais toujours identifiable à sa chéchia rouge, le corps n'étant plus que l'assemblage de deux bananes.
Jugé par certains comme une représentation caricaturale à caractère raciste des Noirs africains, l'image du tirailleur disparaît des publicités en 1967 (il est remplacé par un simple écusson reprenant cependant la symbolique du visage du tirailleur puis en 1970 par un enfant blondinet souriant). En 1977, le slogan « Y a bon ! » disparaît également de la boîte.

### XXIesiècle
En 2005, la polémique resurgit en raison d'un nouveau produit Banania mis en vente par le nouveau propriétaire de la marque depuis 2003, Nutrial. On peut voir, sur la boîte du produit, une représentation moderne de l'ami Y'a bon, bien reconnaissable cependant grâce à sa chéchia rouge. Le Collectif des Antillais, Guyanais et Réunionnais dénonce ce nouveau produit, qualifiant son emballage de raciste. Pour le collectif, ces représentations « véhiculent, notamment auprès des jeunes, une image péjorative, dégradante et raciste des personnes de couleur noire, qu’elles présentent comme peu éduquées, s’exprimant de manière primaire et à peine capables d’aligner trois mots en français. ». Nutrial se défend (« Ce petit garçon est synonyme d’intégration ») avant de retirer son slogan de l’Institut national de la propriété industrielle le 1er février 2006.
Enfin, le Mouvement contre le racisme et pour l'amitié entre les peuples (MRAP) obtient le 19 mai 2011 devant la cour d'appel de Versailles que Nutrimaine, société titulaire de la marque Banania, fasse cesser la vente de produits portant le slogan « Y'a bon ». Dans son arrêt, la cour considère que la société Nutrimaine devra faire disparaître « sous quelque forme et quel que soit le moyen, la fabrication et la commercialisation de toute illustration sur laquelle apparaîtrait » la fameuse phrase. Elle prononce une astreinte de 20 000 euros par jour par infraction constatée.

## Dans la culture populaire
Le personnage a donné à son nom à un court-métrage franco-allemand de 2004, L'Ami y'a bon, réalisé par Rachid Bouchareb, et ayant pour thème la vie de tirailleurs sénégalais durant la Seconde Guerre mondiale jusqu'à la mort de 70 d'entre eux lors de l’émeute connue sous le nom de massacre de Thiaroye.